# Norman Lessing
Norman Lessing (Nova Iorque, 24 de junho de 1911 — Santa Mônica, 22 de outubro de 2001) foi um roteirista, produtor, dramaturgo, enxadrista e escritor sobre enxadrismo.

## Carreira
Lessing cresceu na cidade de Nova Iorque e jogou xadrez durante sua juventude, alcançando força de mestre a nível nacional. Ele dividiu o título do Estado de Nova Iorque aos 19 anos de idade em 1930 em Utica por 6.5 / 8. Ele às vezes jogava no Stuyvesant Chess Club na parte leste de Manhattan. Venceu também o campeonato de clubes de Santa Monica e o Aberto dos Estados Unidos Senior de 1967, alcançando um rating de 2207, consagrando-se campeão Senior várias ocasiões durante a década de 1960.
Lessing escreveu ativamente para a televisão desde os dias pioneiros em 1950 em Nova Iorque, e se mudou para a Califórnia para continuar com sua carreira em 1979. Ele escreveu roteiros para várias séries de televisão como Hawaii Five-O, The Fugitive, Lost in Space, Bonanza e The Man from U.N.C.L.E..
Junto com o MI Anthony Saidy escreveu o livro The World of Chess, publicado em 1974 pela Random House. Estre livro tem sido considerado o melhor livro de xadrez das épocas dos clubes em cafés, destacando mutas fotos de enxadristas profissionais através da história, fotos de jogos de peças exóticos e muitas hist´rias, e capítulos de cada escritor sobre suas experiências no xadrez.
Lessing faleceu aos 90 anos de insuficiência cardíaca e complicações da doença de Parkinson. Na época de sua morte, estava trabalhando em um livro sobre suas experiências no xadrez, que seria intitulado The Stuyvesant Chess Club. Foi lembrado pela Federação de Xadrez dos Estados Unidos como o último link para a Era de Ouro dos clubes e cafés.